# Чернов, Алексей Евгеньевич
Алексе́й Евге́ньевич Черно́в (26 августа 1982, Москва) — российский пианист и композитор, педагог, руководитель творческого объединения "Взгляд в настоящее". Выпускник Московской государственной консерватории имени П. И. Чайковского и Королевского музыкального колледжа в Лондоне, преподаватель  Центральной музыкальной школы при МГК, с 2015 года преподаватель кафедры специального фортепиано МГК им. П. И. Чайковского, лауреат многочисленных международных фортепианных конкурсов, в том числе 14-го международного конкурса им. Чайковского и 4-го международного конкурса им. Скрябина в Москве. Имеет обширный разностилевой репертуар. Регулярно концертирует, является автором ряда сочинений для фортепиано, а также камерных и симфонических сочинений.

## Биография
Алексей Чернов родился в 1982 году в семье музыкантов, мама — профессор кафедры теории музыки МГК им. П. И. Чайковского Т. Ю. Чернова. Начал заниматься музыкой с самого раннего возраста. С шести лет учился в музыкальной школе Академического музыкального училища (АМУ) при Московской государственной консерватории (педагог — Н. Д. Рогаль-Левицкая).
Проучившись там 4 года, поступил в Центральную музыкальную школу (ЦССМШ) при МГК им. Чайковского и с 4 класса продолжил занятия в классе К. А. Шашкиной, первой учительницы Михаила Плетнёва, у которой проучился 6 лет. В 2000 году окончил ЦМШ по двум специальностям: фортепиано (педагог — профессор Московской консерватории Н. В. Трулль) и композиция (педагог — профессор Л. Б. Бобылёв).
В этом же году поступил в Московскую консерваторию на фортепианный факультет в класс профессора Н. В. Трулль, продолжая факультативно заниматься сочинением. В учебные сезоны 2003—2004 и 2004—2005 в числе 8-ми студентов Московской консерватории был удостоен специальной именной стипендии Федерального агентства по культуре РФ. Также в период обучения в МГК был удостоен специальной стипендии фонда «Русское исполнительское искусство». В 2005 году окончил фортепианный факультет МГК с отличием.
В 2008 году окончил аспирантуру МГК. Продолжил обучение в Королевском музыкальном колледже в Лондоне в классе Ванессы Латарш, где в 2010]окончил аспирантуру, а в 2011 году высший курс для исполнителей — Artist diploma in performance. С 2006 года является преподавателем Центральной Музыкальной Школы при МГК.
Ещё в годы учёбы в ЦМШ стал лауреатом юношеского конкурса «Классическое Наследие» (Москва, 1995), дипломантом международного юношеского конкурса в Эттлингене (Германия, 1996) и лауреатом международного конкурса «Classica Nova» (Ганновер, 1997). В 1997 году в конкурсе юных пианистов на лучшее исполнение скрябинских произведений, ежегодно проводимом в Государственном мемориальном музее Александра Скрябина в Москве, стал победителем и был удостоен звания лауреата стипендии имени А. Н. Скрябина. С тех пор регулярно принимает участие в фестивалях музыки Скрябина в Москве и других городах России, а также в Париже и Берлине. Удостаивался чести играть на рояле композитора, в том числе исполнил на нём три последние сонаты, которые были написаны Скрябиным за этим инструментом. В концертном сезоне 2021-2022 реализует творческий проект "Все фортепианные сочинения А. Н. Скрябина"  при поддержке Московской Государственной Консерватории.
В 1998 году, в возрасте 15 лет получил приглашение от Михаила Плетнёва и Российского национального оркестра исполнить Первый концерт С. С. Прокофьева, который с блеском исполнил совместно с Российским национальным оркестром в Большом Зале Московской консерватории.
Тогда же стал стипендиатом управления культуры и досуга Центрального административного округа г. Москвы.
В 2002 году — дипломант и обладатель специального приза конкурса композиторов имени А. Н. Скрябина.
Лауреат более двух десятков крупных международных фортепианных конкурсов, среди которых:
- «Vianna da Motta» (Лиссабон, Португалия, 2001)
- «UNISA» (Претория, ЮАР, 2004)[5]
- «Минск — 2005» (Минск, Белоруссия, 2005)
- «Parnassos 2006» (Монтеррей, Мексика, 2006)
- Конкурс памяти Эмиля Гилельса (Одесса, Украина, 2006)
- 4-й Международный конкурс им. Скрябина (Москва, 2008)
- «Muse» (Санторини, Греция, 2008)[6]
- «Spanish composers» (Лас-Розас (Мадрид), Испания, 2009)
- Конкурс им. Жана Франсе (Ванв (Париж), Франция, 2010)
- «Valsesia musica» (Варало, Италия, 2010)
- «Campillos» (Кампильос, Испания, 2010)[7]
- «Maria Canals» (Барселона /Испания, 2011)[8]
- «Cleveland International Piano Competition» (Cleveland, США, 2011)
- «27th International Ettore Pozzoli Piano Competition» (Seregno, Италия, 2011)[9] и др.

В июне 2011 года стал лауреатом 14-го международного конкурса им. П. И. Чайковского в Москве.

В 2011 году впервые участвовал в ежегодном международном музыкальном фестивале «Crescendo».
Имеет обширный разностилевой репертуар, в котором значительное количество фортепианных концертов. Регулярно концертирует. Сотрудничал с дирижёрами М. Плетнёвым, Р. Мартыновым, А. Сладковским, А. Анисимовым, В. Сиренко, Д. Яблонским, И. Вербицким, Э. Батизом (Мексика) и др.
Алексей Чернов является автором ряда фортепианных, камерно-инструментальных и симфонических сочинений, как крупной, так и малой формы. Сотрудничает с разными композиторскими организациями, его сочинения исполняются в рамках различных фестивалей современной музыки. Часто включает свои фортепианные сочинения в концертные программы. Композиторский почерк музыканта характеризуется опорой на национальные традиции и широким использованием позднеромантической стилистики.

## Дискография
- Созвездие классики. Александр Скрябин[11]
- Лауреаты 4-го Международного конкурса пианистов им. Скрябина[12]

## Награды
Ведомственная награда  от Министерства культуры Российской федерации за достигнутые 
успехи в профессиональной деятельности - 2017 год
Медаль «За веру и добро» от губернатора Кемеровской области – 2011 год
Gold medal of John Hopkinson from RCM 2009